# Frank-Starlingmechanisme
Het Frank-Starlingmechanisme is een intern regelmechanisme in het hart dat ervoor zorgt dat bij toenemende aanvoer van bloed het hart krachtiger samentrekt. Hoewel de precieze werking van dit mechanisme nog niet begrepen is kan het teruggevoerd worden op de actine- en myosine-filamenten in de individuele hartspiercellen. Wanneer deze cellen sterker opgerekt worden trekken ze krachtiger samen op het moment dat ze (elektrisch) geactiveerd worden. Voor het hart als geheel vertaalt dit zich in een relatie tussen einddiastolisch volume (het volume van de hartkamers aan het einde van de diastole) en hart-minuut-volume.
Hoewel dit mechanisme algemeen bekend was onder fysiologen in de tweede helft van de 19e eeuw is het vernoemd naar de Duitse fysioloog Otto Frank en de Engelse fysioloog Ernest Starling die het gericht bestudeerden rond 1895 (Frank) en 1914 (Starling).